# Fates Warning
Fates Warning es un grupo de metal progresivo, originario de Connecticut, Estados Unidos. Sus miembros son actualmente Jim Matheos, Ray Alder y Joey Vera.
A pesar de que sus primeros esfuerzos estaban muy influenciados por Iron Maiden, cuando graban su disco Night on Bröcken (1984), ya se habían convertido en una de las bandas pioneras del metal progresivo, junto con Dream Theater y Queensrÿche.

## Historia
El grupo fue formado por John Arch, Jim Matheos, Victor Arduini, Joe DiBiase, y Steve Zimmermann en Connecticut, Estados Unidos.
Su primer álbum, Night on Bröcken, fue lanzado en 1984, por la discográfica Metal Blade Records, con una fuerte influencia de Iron Maiden. El álbum The Spectre Within, que cuenta con un sonido más progresivo, fue lanzado en 1985.
En 1986, el guitarrista Victor Arduini dejó la banda y fue reemplazado por Frank Aresti. El tercer álbum, Awaken the Guardian, fue lanzado en ese mismo año, creando un ambiente más mítico.
Las letras versaban sobre temas fantásticos. Sin embargo, Arch abandonó la banda en 1987, antes de comenzar a trabajar en el próximo álbum de la banda. Fue reemplazado por Ray Alder, dándole un giro introspectivo a las letras de las canciones. En ese año, el primer álbum con Alder, No Exit, fue lanzado.
Continuando con la sucesión de cambios en los miembros de la banda, el baterista Steve Zimmerman dejó la banda en 1988, y fue reemplazado por Mark Zonder en 1989. En el mismo año fue lanzado Perfect Symmetry. Kevin Moore (teclista de Dream Theater en ese entonces) apareció como invitado en «At Fate's Hands». Desde este disco hacia adelante, sus trabajos toman un camino hacia música más progresiva.
En 1991 sale Parallels, considerado por varios como un disco con un sonido más comercial. El nuevo vocalista de Dream Theater James LaBrie aparece como invitado en "Life in Still Water". El álbum siguiente, Inside Out, de 1994, continúa en la línea respecto al disco anterior, añadiendo más melodía a las canciones. Un álbum compilatorio, Chasing Time, fue lanzado en 1995, incluyendo dos canciones inéditas. En 1996, Joe DiBaise y Frank Aresti dejan Fates Warning.
Los tres miembros restantes (Alder, Matheos y Zonder) lanzan A Pleasant Shade of Gray en 1997. Este álbum contó también con el trabajo de músicos invitados: Joey Vera en el bajo y Kevin Moore en el piano y teclados. Escrito como un álbum conceptual, A Pleasant Shade of Gray revela un estado de ánimo mucho más profundo y más oscuro en el principal compositor, Jim Matheos. Aunque estuvo ideado como una única canción de 50 minutos, el álbum es dividido en 12 pistas, siendo cada una de ellas una "parte" de la canción-álbum.
Un CD doble en vivo, Still Life, fue lanzado en 1998. El primer disco contiene A Pleasant Shade of Gray, interpretado en su totalidad, y el segundo contiene una versión completa de "The Ivory Gate of Dreams", del álbum 1988, junto a otras canciones. Bernie Versailles y otros guitarristas, y Jason Keaser en los teclados acompañaron a la banda en este álbum, mientras se mantiene Joey Vera como bajista en este disco. Una versión japonesa incluye un cover de Scorpions, "In Trance" (realizado en sesión de estudio).
En el año 2000, Kevin Moore y Joey Vera regresan una vez más, para hacer un nuevo álbum, Disconnected.
El disco FWX, el décimo álbum de estudio, fue lanzado en 2004. El baterista Mark Zonder declaró que sería su último álbum con la banda, debido a que deseaba dedicarse a otros intereses, y se fue en 2005.
Live in Athens, un concierto grabado en DVD, fue lanzado en 2004; la versión en CD fue también lanzada.
En las notas de la edición ampliada de 2005 del álbum Awake the Guardian, el baterista de Dream Theater Mike Portnoy, señaló que

(...) muy a menudo los fans y los críticos acreditan a Dream Theater por crear un nuevo género musical de metal progresivo, a finales de los años 80 y principios de los 90,... pero la verdad es Fates Warning lo hacían años antes que nosotros.
Mike Portnoy, notas del disco Awake of the Guardian

. 
Frank Aresti regresa para tocar junto a la banda las dos últimas giras. Aparece también en el DVD Live on Athens.
La banda ha grabado canciones para varios álbumes tributo, incluyendo «Closer to the Heart» en el álbum tributo a Rush Working Man (1996), «Saints in Hell» en el álbum tributo a Judas Priest «Legends of Metal», y «Sign of the Southern Cross» en el álbum tributo a Ronnie James Dio Holy Dio (2000).
En 2010, Fates Warning giró con la alineación del disco Paralells, que consiste en Ray Alder, Jim Matheos, Mark Zonder, Frank Aresti and Joe DiBiase para celebrar la republicación, remasterización y edición ampliada del álbum.

En septiembre de 2013 publican Darkness in a Different Light. Este disco fue grabado por Jim Matheos, Ray Alder, Frank Aresti, Joey Vera y Bobby Jarzombek. Por motivos personales, Frank Aresti no pudo hacer la gira que prosiguió al álbum, ocupando su puesto el guitarrista Mike Abdow.

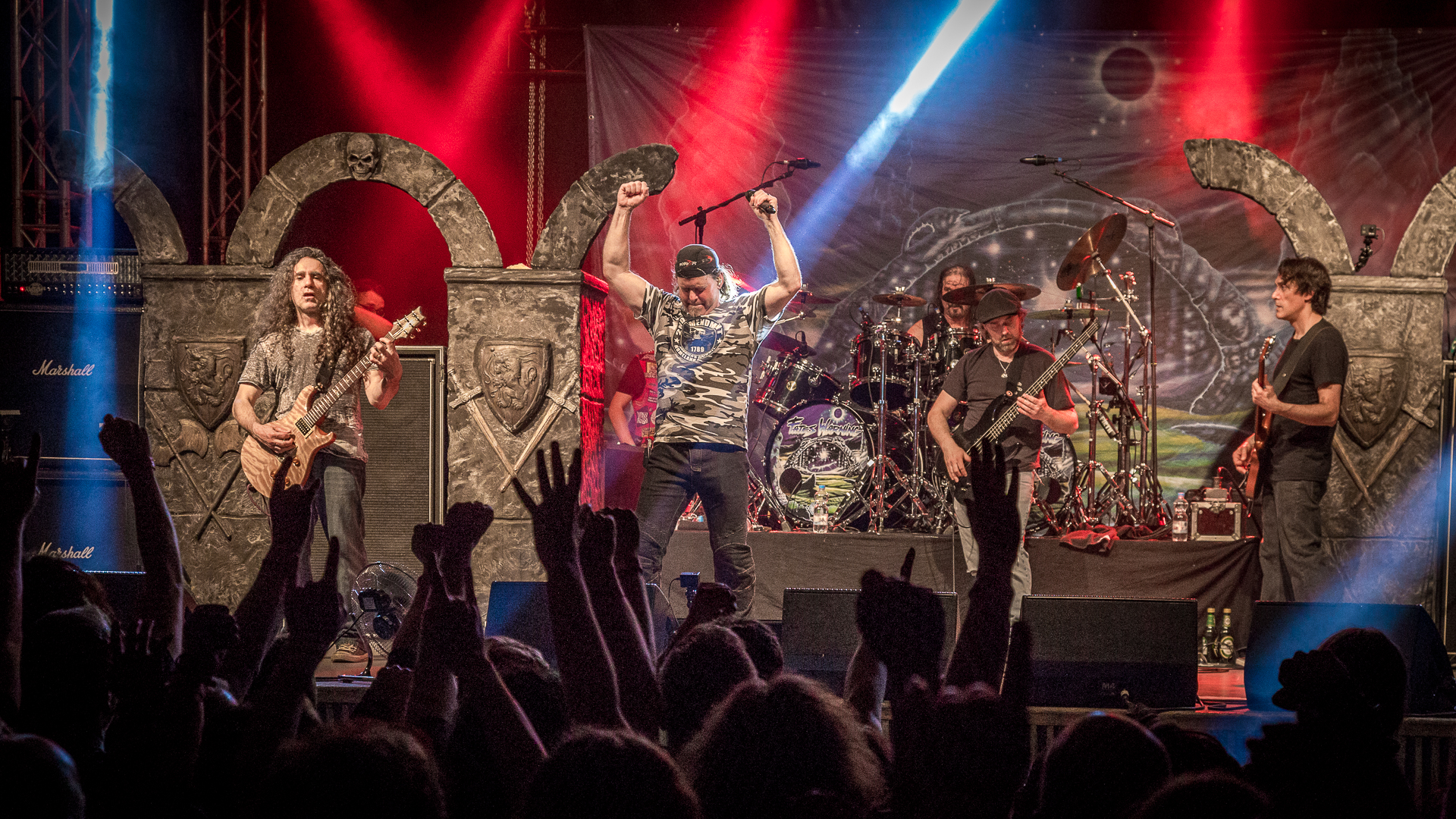
Fates Warning (KIT Festival, Germany, 2016)
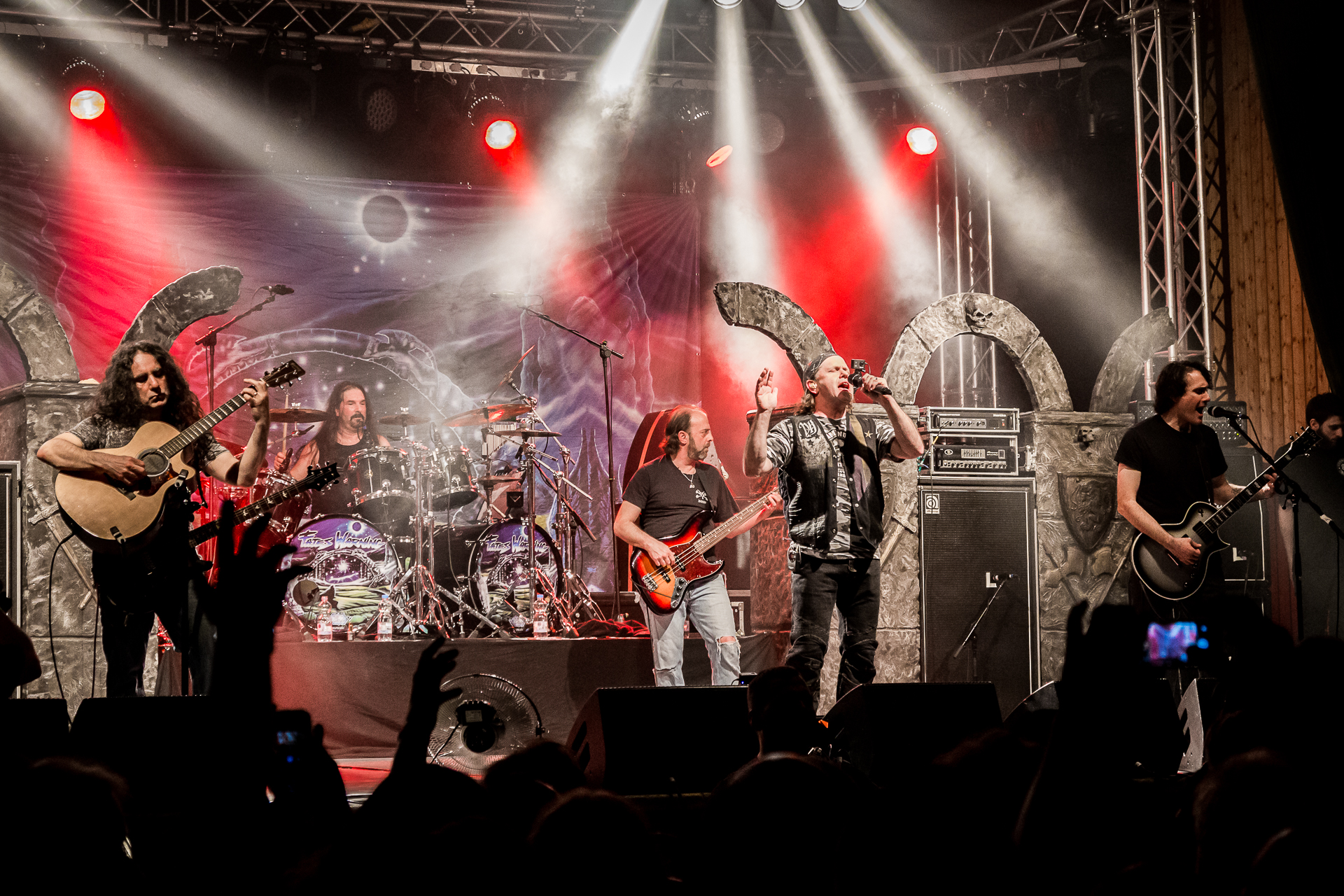
Fates Warning (KIT Festival, Germany, 2016)
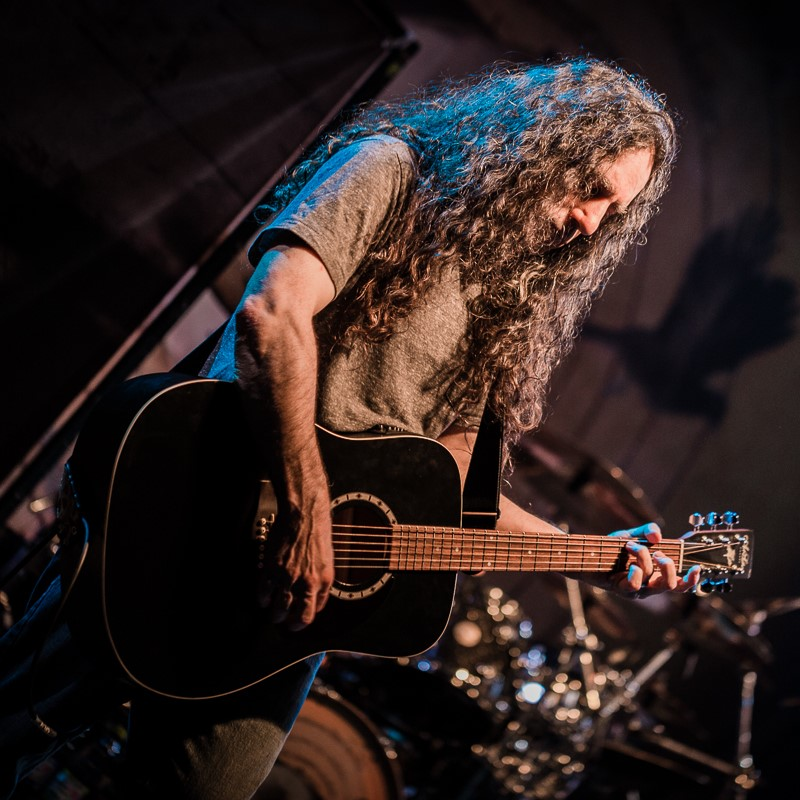
Jim Matheos
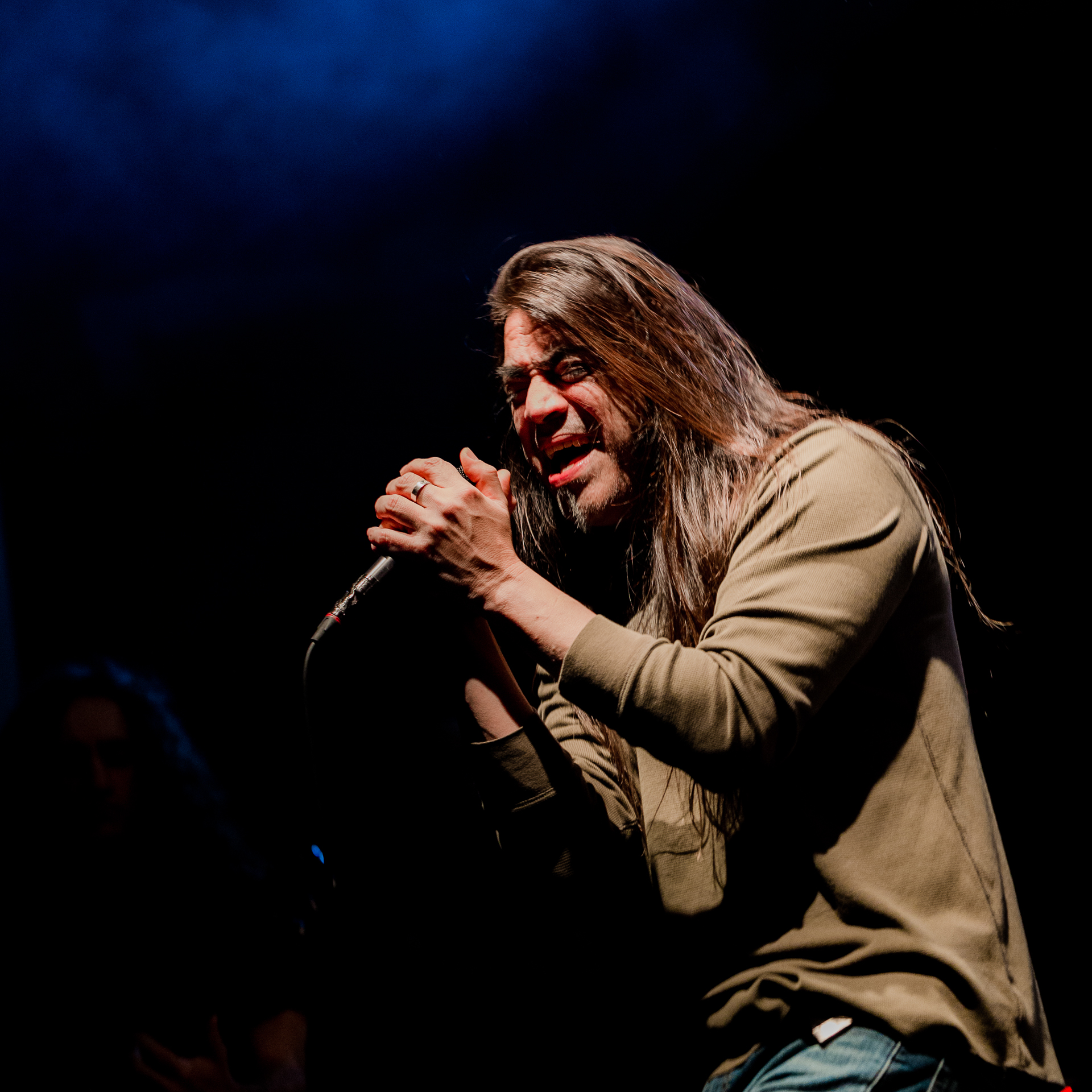
Ray Alder
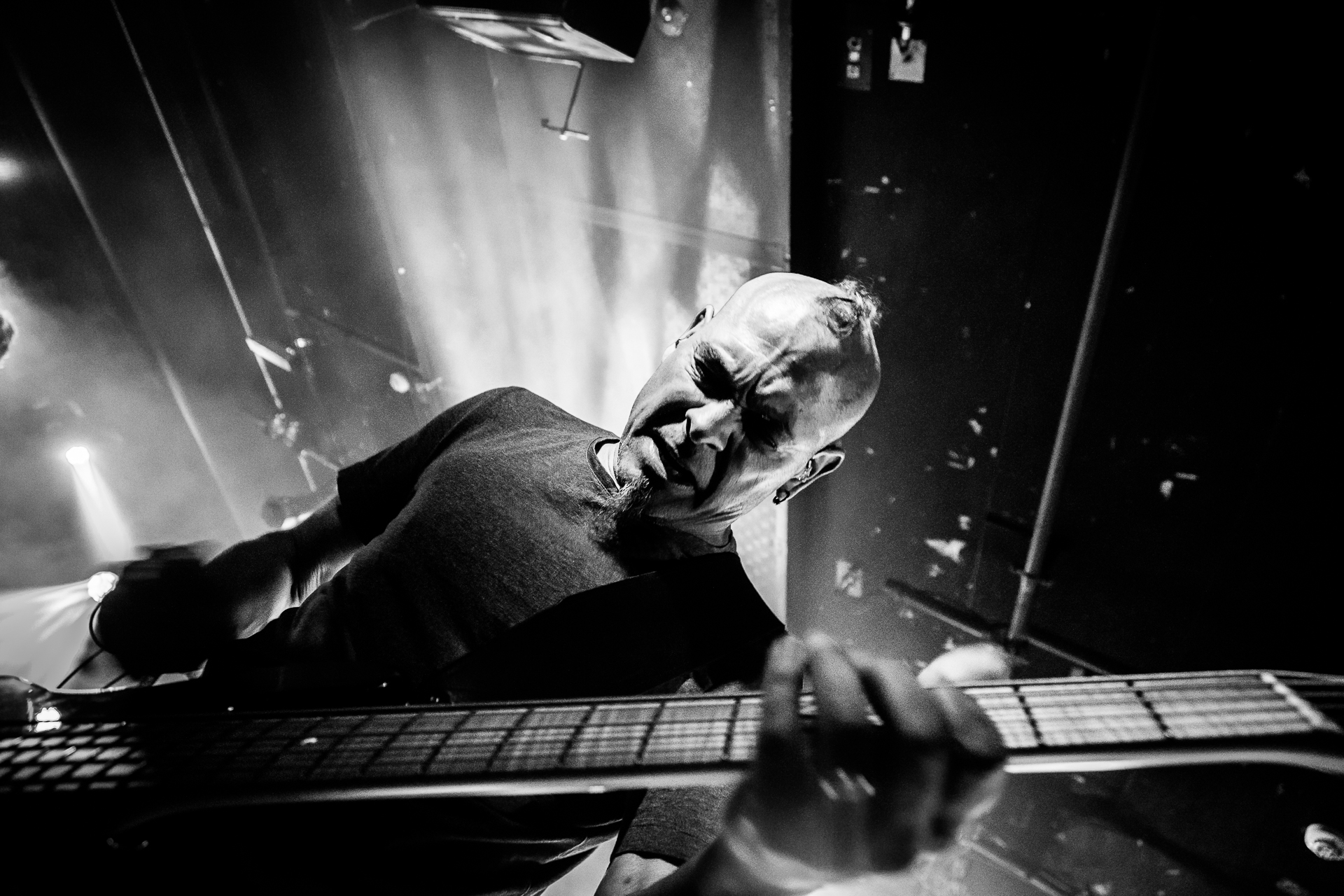
Joey Vera

## Formación
- Jim Matheos - guitarra.
- Ray Alder - voz.
- Joey Vera - bajo.
- Bobby Jarzombek - batería.
- Mike Abdow - guitarra.

### Antiguos miembros
- Mark Zonder - batería (1988-2004).
- Frank Aresti - guitarra (1986-1996).
- Joe DiBiase - bajo (1982-1996).
- Steve Zimmermann - batería (1982-1988).
- Victor Arduini - guitarra (1982-1986).
- John Arch - voz (1982-1987).

### Músicos invitados (pasados y presentes)
- Nick D'Virgilio - batería.
- Kevin Moore - teclados.
- James LaBrie - Voz

## Discografía

### Álbumes de estudio
- 1984: Night on Bröcken
- 1985: The Spectre Within
- 1986: Awaken the Guardian
- 1988: No Exit
- 1989: Perfect Symmetry
- 1991: Parallels
- 1994: Inside Out
- 1997: A Pleasant Shade of Gray
- 2000: Disconnected
- 2004: FWX
- 2013: Darkness In A Different Light
- 2016: Theories of Flight
- 2020:  Long Day Goodnigth

### En vivo
- 1998: Still Life (2 CD)
- 2003: The View from Here (DVD)
- 2005: Live In Athens
- 2017: 2017: Awaken the Guardian Live (DVD, 2 CD)
- 2018: Live Over Europe

### Recopilatorio
- 1995: Chasing Time